# Chloroclystis pullivirens
Chloroclystis pullivirens là một loài bướm đêm trong họ Geometridae.